# Copa Libertadores de Fútbol Playa 2019
La Copa Libertadores de Fútbol Playa 2019 fue un torneo de clubes de fútbol playa de Sudamérica que se realizó en Luque (Paraguay). Fue la cuarta edición del certamen, organizado por la Confederación Sudamericana de Fútbol en colaboración con la Asociación Paraguaya de Fútbol (APF). El torneo se jugó del 14 al 21 de septiembre.

## Equipos participantes
Doce equipos calificaron para participar; cada campeón nacional de liga de las diez naciones sudamericanas que son miembros de Conmebol, más un club adicional del país anfitrión y los campeones defensores.
El sorteo se realizó el 20 de agosto en la sede de la Asociación Paraguaya de Fútbol.
| País      | Representantes   |
| --------- | ---------------- |
| Argentina | Acassuso         |
| Bolivia   | Hamacas          |
| Brasil    | Vitória          |
| Brasil    | Vasco da Gama    |
| Chile     | Deportes Iquique |

| País      | Representantes      |
| --------- | ------------------- |
| Colombia  | Guaviare            |
| Ecuador   | Fluminense Blasa    |
| Paraguay  | San Bernardino      |
| Paraguay  | Cerro Porteño       |
| Perú      | Academia Tito Drago |
| Uruguay   | Racing              |
| Venezuela | Mónagas Dífalo      |

## Fase de grupos

### Grupo A
| Equipo         | Pts. | PJ | PG | PG+ | PGP | PP | GF | GC | Dif. |
| -------------- | ---- | -- | -- | --- | --- | -- | -- | -- | ---- |
| Mónagas Dífalo | 6    | 3  | 1  | 1   | 1   | 0  | 13 | 11 | +2   |
| Acassuso       | 6    | 3  | 2  | 0   | 0   | 1  | 13 | 9  | +4   |
| Guaviare       | 3    | 3  | 1  | 0   | 0   | 2  | 13 | 16 | -3   |
| Vitória        | 0    | 3  | 0  | 0   | 0   | 3  | 10 | 13 | -3   |

| 14 de septiembre de 2019 | Vitória       | 2:3     | Acassuso                         |                               |                               |
| 13:00                    | Savio · André | Reporte | Rutterschmidt · Sosa · Benaducci | Árbitro(s): Gustavo Domínguez | Árbitro(s): Gustavo Domínguez |

| 14 de septiembre de 2019 | Guaviare                           | 4:5     | Mónagas Dífalo                   |                             |                             |
| 14:30                    | Perea · Córdoba · Ortega · Bonilla | Reporte | Bacelar · Prado · García · Narea | Árbitro(s): Alex Valdiviezo | Árbitro(s): Alex Valdiviezo |

| 15 de septiembre de 2019 | Acassuso                                 | 3:3 (t. s.)(3:4 p.)        | Mónagas Dífalo                    |                         |                         |
| 13:00                    | Medero                                   | Reporte                    | Prado · Noriega                   | Árbitro(s): José Cortez | Árbitro(s): José Cortez |
|                          |                                          | Tiros desde el punto penal |                                   |                         |                         |
|                          | - Medero - Benaducci - Ponzetti - Sirico |                            | - Bacelar - Narea - Ramos - Prado |                         |                         |

| 15 de septiembre de 2019 | Vitória                   | 4:5     | Guaviare                   |                             |                             |
| 14:30                    | Batista · Rezende · Moura | Reporte | Hernández · Ortega · Perea | Árbitro(s): Christian Altez | Árbitro(s): Christian Altez |

| 16 de septiembre de 2019 | Acassuso                    | 7:4     | Guaviare                |                               |                               |
| 13:00                    | Medero · Benaducci · Sirico | Reporte | Perea · Parra · Bonilla | Árbitro(s): Gustavo Domínguez | Árbitro(s): Gustavo Domínguez |

| 16 de septiembre de 2019 | Mónagas Dífalo                          | 5:4     | Vitória         |                           |                           |
| 14:30                    | Narea · R. Ramos · R. García · E. Ramos | Reporte | Savio · Batista | Árbitro(s): César Cabrera | Árbitro(s): César Cabrera |

### Grupo B
| Equipo              | Pts. | PJ | PG | PG+ | PGP | PP | GF | GC | Dif. |
| ------------------- | ---- | -- | -- | --- | --- | -- | -- | -- | ---- |
| Vasco da Gama       | 9    | 3  | 3  | 0   | 0   | 0  | 22 | 9  | +13  |
| Cerro Porteño       | 6    | 3  | 2  | 0   | 0   | 1  | 23 | 9  | +14  |
| Academia Tito Drago | 3    | 3  | 1  | 0   | 0   | 2  | 7  | 20 | -13  |
| Racing Club         | 0    | 3  | 0  | 0   | 0   | 3  | 7  | 21 | -14  |

| 14 de septiembre de 2019 | Vasco da Gama                                             | 9:3     | Racing Club               |                         |                         |
| 16:00                    | De Farias · Da Silva · Souza · Soares · Farias · Franklin | Reporte | Pazos · Capurro · Miranda | Árbitro(s): Jesús Reyes | Árbitro(s): Jesús Reyes |

| 14 de septiembre de 2019 | Academias Tito Drago | 1:11    | Cerro Porteño                                                      |                         |                         |
| 17:30                    | Vidal                | Reporte | Carballo · J. Rolón · Y. Rolón · C. Benítez · P. Benítez · Barreto | Árbitro(s): José Cortez | Árbitro(s): José Cortez |

| 15 de septiembre de 2019 | Vasco da Gama                                    | 6:2     | Academias Tito Drago |                            |                            |
| 16:00                    | Souza · De Farias · Da Silva · Franklin · Soares | Reporte | Alcantara · C.Gómez  | Árbitro(s): Jaimito Suárez | Árbitro(s): Jaimito Suárez |

| 15 de septiembre de 2019 | Racing Club | 1:8     | Cerro Porteño                                                                    |                             |                             |
| 17:30                    | Capurro     | Reporte | C. Carballo · J. Rolón · G. Benítez · Ovelar · Barreto · Y. Rolón · J. Rodríguez | Árbitro(s): Darío Colombani | Árbitro(s): Darío Colombani |

| 16 de septiembre de 2019 | Cerro Porteño                          | 4:7     | Vasco da Gama                        |                             |                             |
| 16:00                    | E. Barreto · C. Benítez · J. Rodríguez | Reporte | Soares · Souza · Franklin · Da Silva | Árbitro(s): Christian Altez | Árbitro(s): Christian Altez |

| 16 de septiembre de 2019 | Racing Club      | 3:4     | Academias Tito Drago      |                           |                           |
| 17:30                    | Quinta · Capurro | Reporte | C. Gómez · Vidal · Ibáñez | Árbitro(s): Ivo de Moraes | Árbitro(s): Ivo de Moraes |

### Grupo C
| Equipo           | Pts. | PJ | PG | PG+ | PGP | PP | GF | GC | Dif. |
| ---------------- | ---- | -- | -- | --- | --- | -- | -- | -- | ---- |
| Deportes Iquique | 9    | 3  | 2  | 0   | 0   | 0  | 13 | 8  | +5   |
| San Bernardino   | 6    | 3  | 2  | 0   | 0   | 1  | 16 | 7  | +9   |
| Hamacas          | 3    | 3  | 1  | 0   | 0   | 2  | 6  | 7  | -1   |
| Fluminense Blasa | 0    | 3  | 0  | 0   | 0   | 3  | 6  | 19 | -13  |

| 14 de septiembre de 2019 | San Bernardino | 2:0     | Hamacas |                           |                           |
| 19:00                    | S. Díaz        | Reporte |         | Árbitro(s): Ivo De Moraes | Árbitro(s): Ivo De Moraes |

| 14 de septiembre de 2019 | Deportes Iquique | 4:3     | Fluminense Blasa |                       |                       |
| 20:30                    | S. Vega          | Reporte | Moncada · Pinto  | Árbitro(s): José Romo | Árbitro(s): José Romo |

| 15 de septiembre de 2019 | San Bernardino   | 4:5 (t. s.) | Deportes Iquique                    |                             |                             |
| 19:00                    | S. Díaz · Medina | Reporte     | S. Vega · Oyarzun · Bolívar · Papic | Árbitro(s): Alex Valdiviezo | Árbitro(s): Alex Valdiviezo |

| 15 de septiembre de 2019 | Hamacas                                | 5:1     | Fluminense Blasa |                          |                          |
| 20:30                    | Barrios · Portales · Zambrano · Chávez | Reporte | Santana          | Árbitro(s): Ramón Blanco | Árbitro(s): Ramón Blanco |

| 16 de septiembre de 2019 | Fluminense Blasa | 2:10    | San Bernardino                                   |                              |                              |
| 19:00                    | Vera · Fajardo   | Reporte | Fretes · Medina · S. Díaz · Agüero · R. Carballo | Árbitro(s): Renato De Carlos | Árbitro(s): Renato De Carlos |

| 16 de septiembre de 2019 | Hamacas | 1:4     | Deportes Iquique      |                             |                             |
| 20:30                    | Sotelo  | Reporte | Abarca · Papic · Peso | Árbitro(s): Aecio Fernández | Árbitro(s): Aecio Fernández |

### Clasificación de los terceros colocados
| Equipo              | Pts. | PJ | PG | PG+ | PGP | PP | GF | GC | Dif. |
| ------------------- | ---- | -- | -- | --- | --- | -- | -- | -- | ---- |
| Hamacas             | 3    | 3  | 1  | 0   | 0   | 2  | 6  | 7  | -1   |
| Guaviare            | 3    | 3  | 1  | 0   | 0   | 2  | 13 | 16 | -3   |
| Academia Tito Drago | 3    | 3  | 1  | 0   | 0   | 2  | 7  | 20 | -13  |

## Rondas de colocación

### Disputa del undécimo lugar
| 19 de septiembre de 2019 | Fluminense Blasa        | 2:3     | Racing Club       |                            |                            |
| 16:00                    | N. Naranjo · A. Fajardo | Reporte | Capurro · Cordero | Árbitro(s): Juan Gutiérrez | Árbitro(s): Juan Gutiérrez |

### Disputa del noveno lugar
| 19 de septiembre de 2019 | Academia Tito Drago | 2:0 W.O. | Vitória |                            |                            |
| 17:30                    |                     | Reporte  |         | Árbitro(s): Jaimito Suarez | Árbitro(s): Jaimito Suarez |

### Semifinales del quinto al octavo lugar
| 19 de septiembre de 2019 | Guaviare                                        | 5:4     | San Bernardino            |                         |                         |
| 19:00                    | Santamaria · Bonilla · Perea · Ortega · Córdoba | Reporte | Medina · Enciao · S. Díaz | Árbitro(s): José Cortéz | Árbitro(s): José Cortéz |

| 19 de septiembre de 2019 | Hamacas                        | 3:8     | Deportes Iquique                                           |                         |                         |
| 20:30                    | Beltrán · Cabrera · G. Barrios | Reporte | Vega · (a.g.) G. Barrios · Peso · Papic · Bolívar · Abarca | Árbitro(s): Jorge Gómez | Árbitro(s): Jorge Gómez |

### Disputa del séptimo lugar
| 20 de septiembre de 2019 | Hamacas                                            | 7:5     | San Bernardino |                              |                              |
| 19:00                    | Zambrano · Chávez · Zapata · Portales · G. Barrios | Reporte | S. Díaz        | Árbitro(s): Renato de Carlos | Árbitro(s): Renato de Carlos |

### Disputa del quinto lugar
| 20 de septiembre de 2019 | Guaviare                           | 5:3     | Deportes Iquique       |                           |                           |
| 20:30                    | Perea · Bonilla · Ortega · Córdoba | Reporte | Bolívar · Vega · Papic | Árbitro(s): César Cabrera | Árbitro(s): César Cabrera |

## Fase final

### Cuartos de final
| 18 de septiembre de 2019 | Mónagas Dífalo               | 2:2 (t. s.)(3:2 p.)        | Guaviare                   |                              |                              |
| 16:00                    | R. García · E. Ramos         | Reporte                    | Córdoba · Perea            | Árbitro(s): Renato de Carlos | Árbitro(s): Renato de Carlos |
|                          |                              | Tiros desde el punto penal |                            |                              |                              |
|                          | - Bacelar - Narea - R. Ramos |                            | - Ortega - Córdoba - Perea |                              |                              |

| 18 de septiembre de 2019 | Vasco da Gama                    | 7:3     | Hamacas                     |                          |                          |
| 17:30                    | De Farias · Soares · M. Da Silva | Reporte | Chávez · Portales · Barrios | Árbitro(s): Ramón Blanco | Árbitro(s): Ramón Blanco |

| 18 de septiembre de 2019 | Deportes Iquique       | 4:5     | Acassuso                                       |                           |                           |
| 19:00                    | Oyarzún · Vega · Silva | Reporte | Bordón · Sirico · Medero · Benaducci · De Sosa | Árbitro(s): César Cabrera | Árbitro(s): César Cabrera |

| 18 de septiembre de 2019 | Cerro Porteño                              | 8:4     | San Bernardino |                           |                           |
| 20:30                    | Carballo · P. Benítez · Barreto · González | Reporte | Roa · S. Díaz  | Árbitro(s): Ivo de Moraes | Árbitro(s): Ivo de Moraes |

### Semifinales
| 20 de septiembre de 2019 | Mónagas Dífalo | 1:3     | Cerro Porteño                     |                             |                             |
| 19:00                    | R. García      | Reporte | P. Benítez · Barreto · C. Benítez | Árbitro(s): Christian Altez | Árbitro(s): Christian Altez |

| 20 de septiembre de 2019 | Vasco da Gama         | 2:2 (t. s.)(2:0 p.)        | Acassuso             |                             |                             |
| 20:30                    | Soares · De Farias    | Reporte                    | Medero               | Árbitro(s): Alex Valdiviezo | Árbitro(s): Alex Valdiviezo |
|                          |                       | Tiros desde el punto penal |                      |                             |                             |
|                          | - B. Da Silva - Souza |                            | - Medero - Benaducci |                             |                             |

### Disputa del tercer lugar
| 21 de septiembre de 2019 | Mónagas Dífalo                        | 6:7     | Acassuso                                       |                           |                           |
| 15:00                    | Bacelar · García · R. Ramos · Noriega | Reporte | Sirico · Medero · Ponzetti · Benaducci · López | Árbitro(s): Ivo de Moraes | Árbitro(s): Ivo de Moraes |

### Final
| 21 de septiembre de 2019 | Cerro Porteño                           | 5:7     | Vasco da Gama                         |                       |                       |
| 17:00                    | Barreto · Carballo · Ojeda · G. Benítez | Reporte | De Farias · Soares · Oliveira · Souza | Árbitro(s): José Romo | Árbitro(s): José Romo |

Vasco da Gama

Campeón

3.º título

## Clasificación final
| 1. Vasco da Gama       |
| 2. Cerro Porteño       |
| 3. Acassuso            |
| 4. Mónagas Dífalo      |
| 5. Guaviare            |
| 6. Deportes Iquique    |
| 7. Hamacas             |
| 8. San Bernardino      |
| 9. Academia Tito Drago |
| 10. Vitória            |
| 11. Racing Club        |
| 12. Fluminense Blasa   |